# Vendôme (stad)
Vendôme is een Franse stad aan de Loir, een zijrivier van de Sarthe. De stad ligt aan de Loir ongeveer 150 km ten zuidwesten van Parijs. De gemeente telde 15.566 inwoners op 1 januari 2022. Vendôme heeft een station aan de TGV Atlantique die Parijs verbindt met Bordeaux en het zuidwesten van Frankrijk.
Vendôme is de hoofdstad van het arrondissement Vendôme in het departement Loir-et-Cher. De stad is de oude hoofdstad van het graafschap, later het hertogdom Vendôme en heeft een rijk historisch patrimonium. De stad werd in 1986 erkend als Ville d'Art et d'Histoire door het Franse ministerie van Cultuur.

## Geschiedenis
Al in de Gallische en in de Gallo-Romeinse tijd was hier een versterkte nederzetting. Vendôme is voortgekomen de vroegmiddeleeuwse Pagus vindocinensis. Vendôme werd een graafschap in de 9e eeuw. Sporen van een eerste kasteel gaan terug tot de 11e eeuw.
De benedictijner Abbaye de la Trinité (abdij van La Trinité) werd gesticht in 1032 was tijdens het ancien régime een van de machtigste van Frankrijk: de abten van La Trinité werden ook kardinaal. De macht van de abdij botste regelmatig met het gezag van de graven van Vendôme.
De stad viel in de 12e eeuw beurtelings in handen van Hendrik II van Engeland en Filips Augustus van Frankrijk. In de 13e eeuw kreeg de stad een muur met vier stadspoorten. De stad telde drie parochies: Saint-Martin en Saint-Bienheuré binnen de stadsmuren en Saint-Lubin erbuiten.
Jeanne d'Albret (1528-1572) huwde in 1548 met hertog Antoine de Bourbon (1518-1562). Zij was een radicale protestante terwijl de stad grotendeels katholiek bleef. In 1562 plunderden hugenoten de kapittelkerk Saint-Georges, maar de stad bleef in katholieke handen. In 1589 belegerde hun zoon, Hendrik IV van Frankrijk, de stad, die gelieerd was met de Heilige Liga. Op 19 november namen zijn troepen de stad in en plunderden haar.
Tegen de 17e eeuw hadden het kasteel en de stadsmuur hun militaire functie verloren en werden niet meer onderhouden. In het kader van de contrareformatie vestigden zich verschillende kloosterorden in de stad: ursulinen, kapucijnen, oratorianen en benedictinessen.
Na de Franse Revolutie werd de abdij van La Trinité opgeheven en de abdijgebouwen werden een cavaleriekazerne. De bouwvallige parochiekerk Saint-Martin werd in 1857 afgebroken en in de plaats kwam er een plein. In de jaren 1860 werd het treinstation geopend aan de noordelijke rand van de toenmalige stad.
Op 15 juni 1940 werd de stad zwaar beschadigd tijdens een bombardement. Er vielen 89 doden en 200 gewonden en het historisch centrum werd zwaar beschadigd door de bommen en de daaropvolgende branden. Na de oorlog werd de stad heropgebouwd en er kwamen appartementsgebouwen tussen het station en de heuvels in het noorden van de gemeente om de sterk groeiende bevolking te huisvesten. Vanaf de jaren 1980 kwamen er ook nieuwe woonwijken in het zuiden van de gemeente. In 1990 werd het station van de TGV geopend.

## Geografie
De oppervlakte van Vendôme bedroeg op 1 januari 2022 23,89 vierkante kilometer; de bevolkingsdichtheid was toen 651,6 inwoners per km². De stad ligt in de vallei van de Loir.
De onderstaande kaart toont de ligging van Vendôme met de belangrijkste infrastructuur en aangrenzende gemeenten.

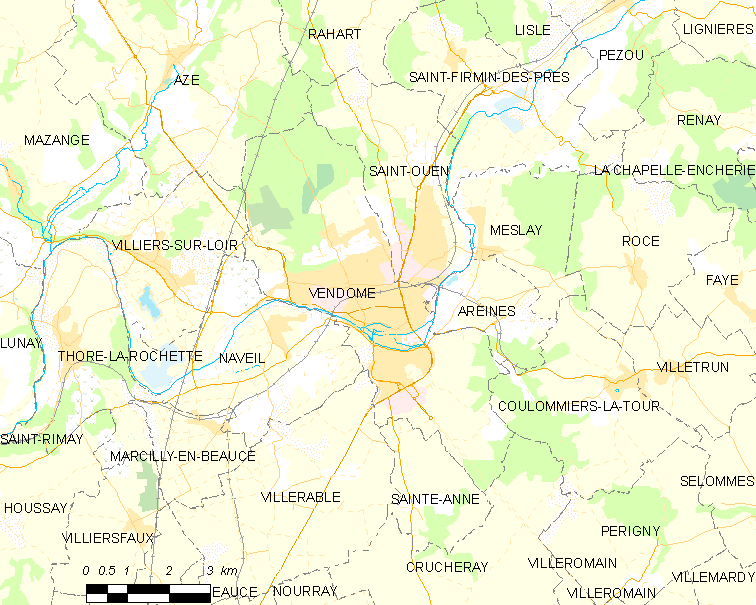

## Demografie
Onderstaande figuur toont het verloop van het inwonertal (bron: INSEE-tellingen).

## Economie
In de gemeente is er industrie in de sectoren van de luchtvaart, de automobiel en huishoudtoestellen. De opening van het TGV-station in 1990 gaf een nieuwe impuls aan de economie.
De landbouw in Vendôme was traditioneel gericht op de wijnbouw. Coteaux du Vendômois is sinds 2001 een AOC. Toch verdwenen sinds het midden van de 20e eeuw 90% van de wijngaarden in de gemeente. Er werd veelal overgeschakeld op de graanteelt.

## Bezienswaardigheden
Voornaamste monument zijn de resten van de Abdij van La Trinité, met ook het Quartier Rochambeau, de kazerne die hier tot de Eerste Wereldoorlog was ondergebracht. Het kasteel van Vendôme is bewaard als ruïne. De Porte Saint-Georges is de enige van de vier stadspoorten die bewaard is gebleven.
De wijk rond de Place du Marché werd na de Tweede Wereldoorlog gebouwd naar plannen van architect Jean Dorian. Dit deel van de stad werd grotendeels verwoest bij het bombardement van 15 juni 1940.

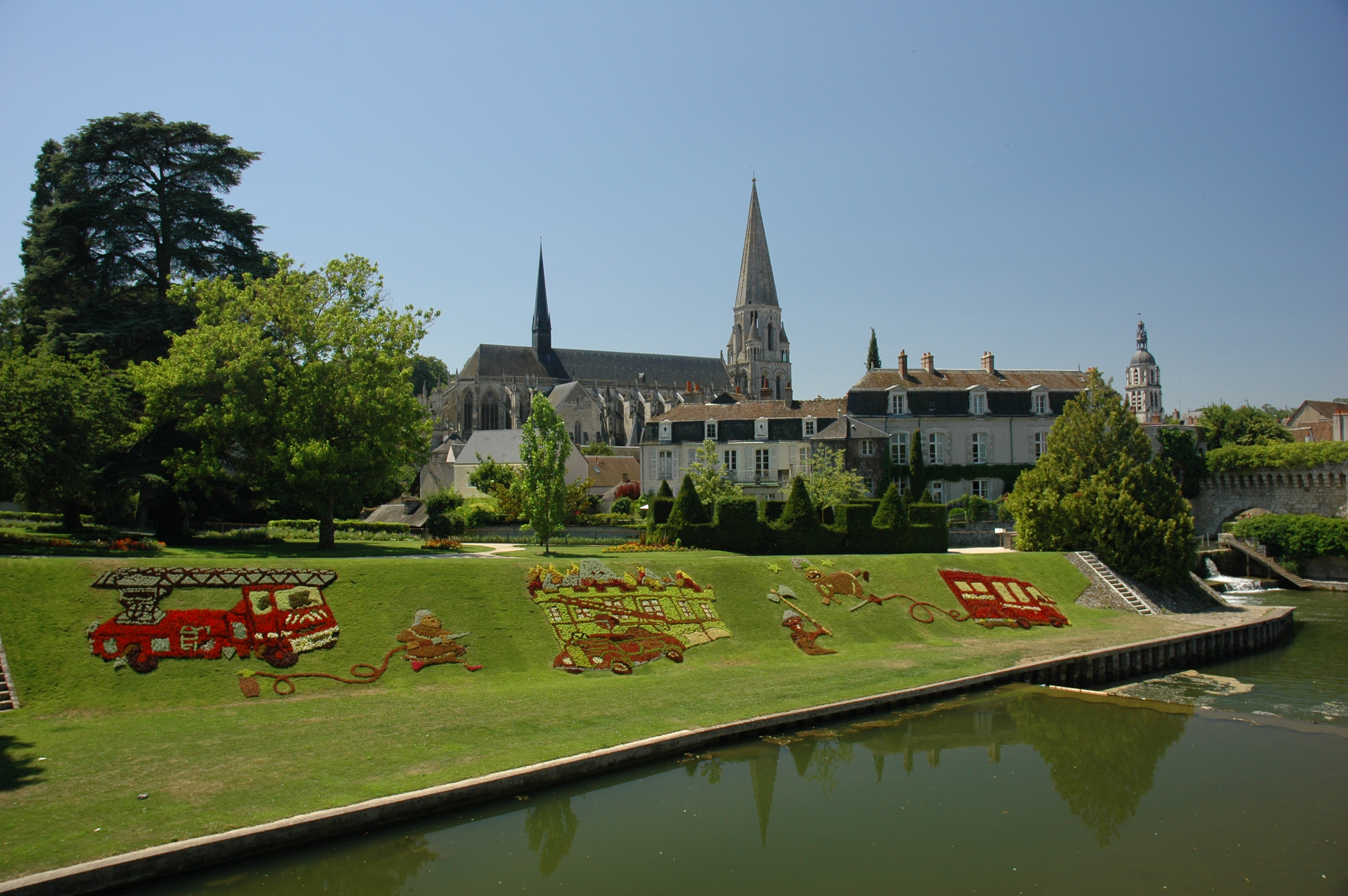
Abdij van La Trinité
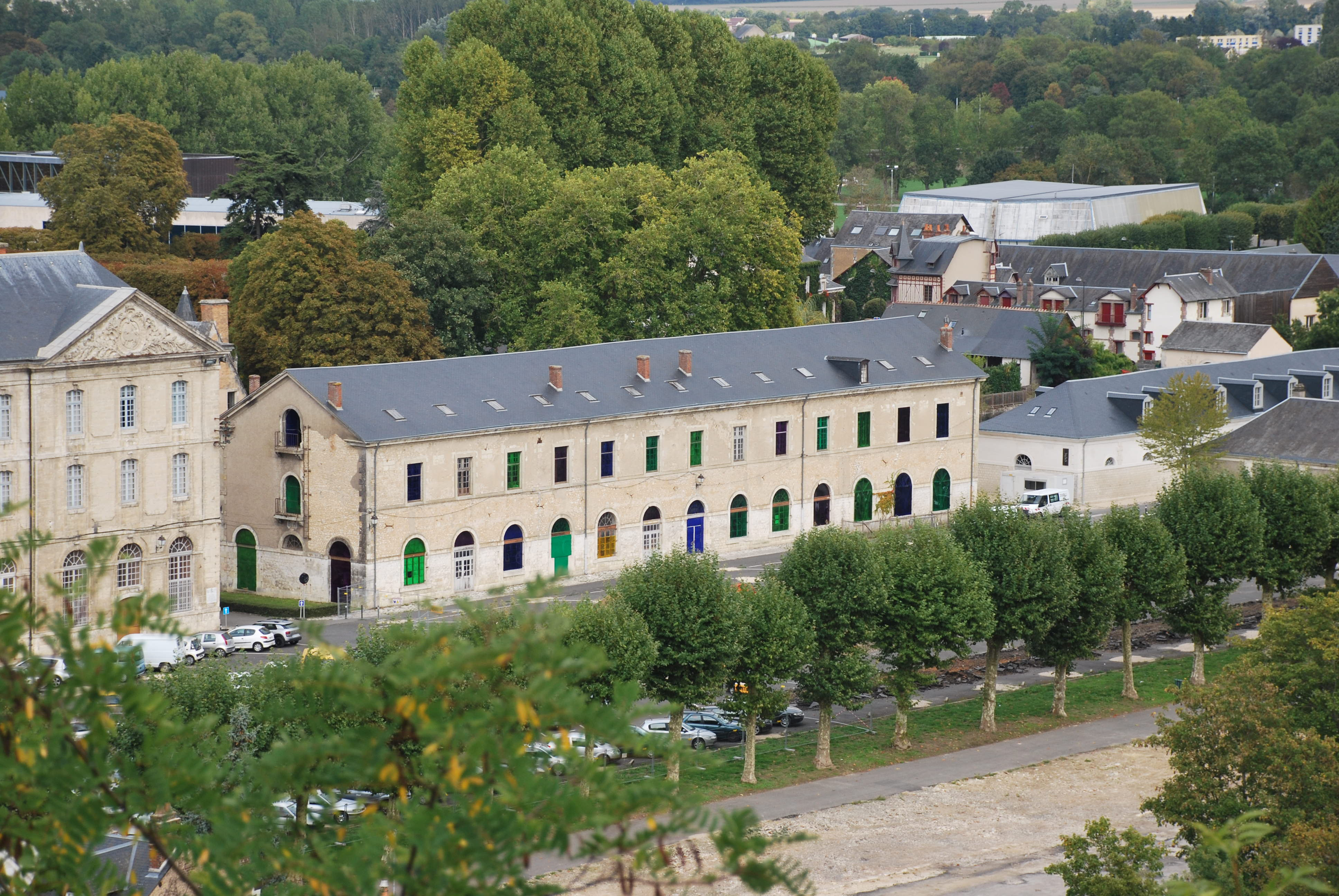
Quartier Rochambeau
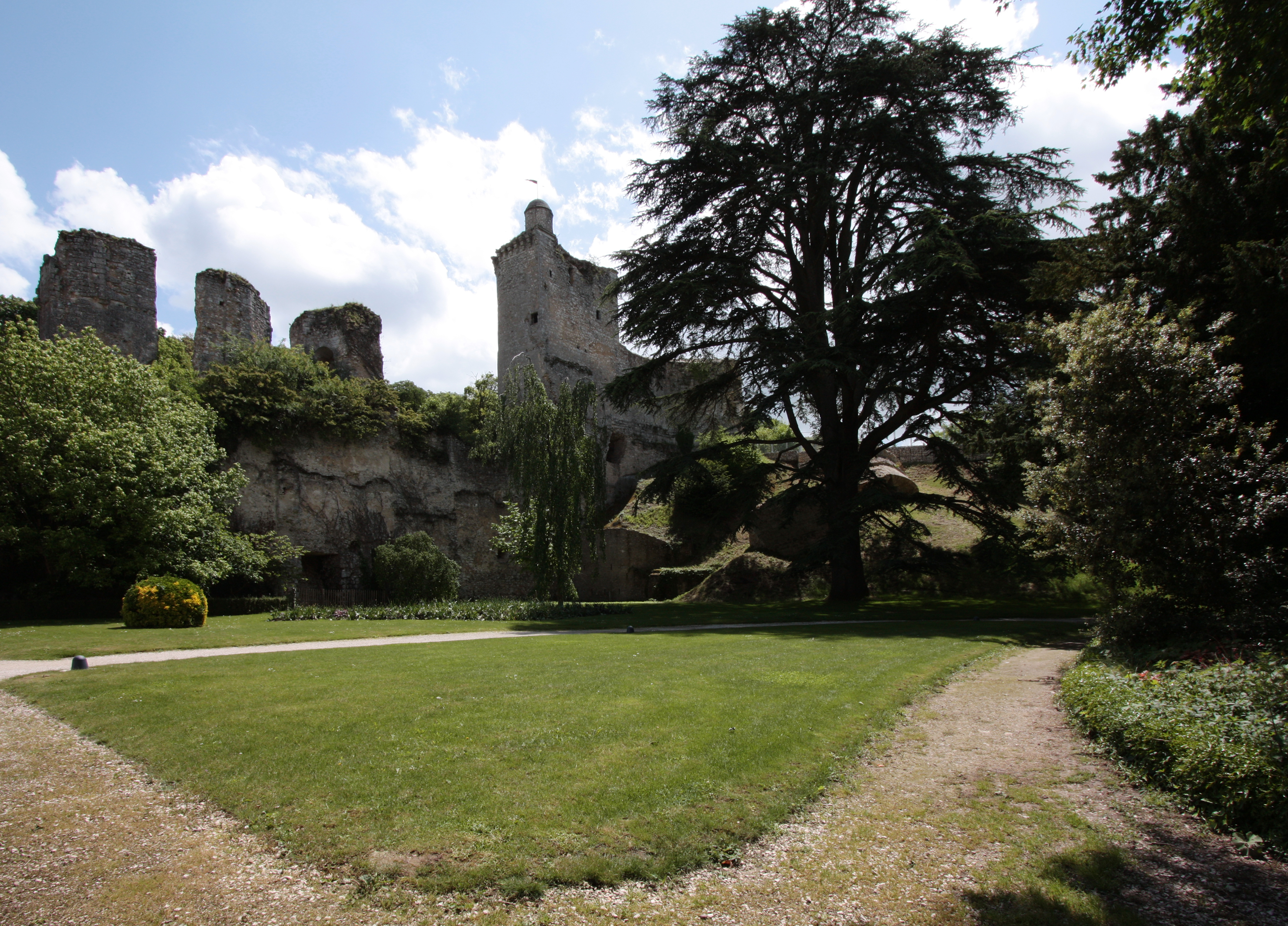
Kasteel van Vendôme
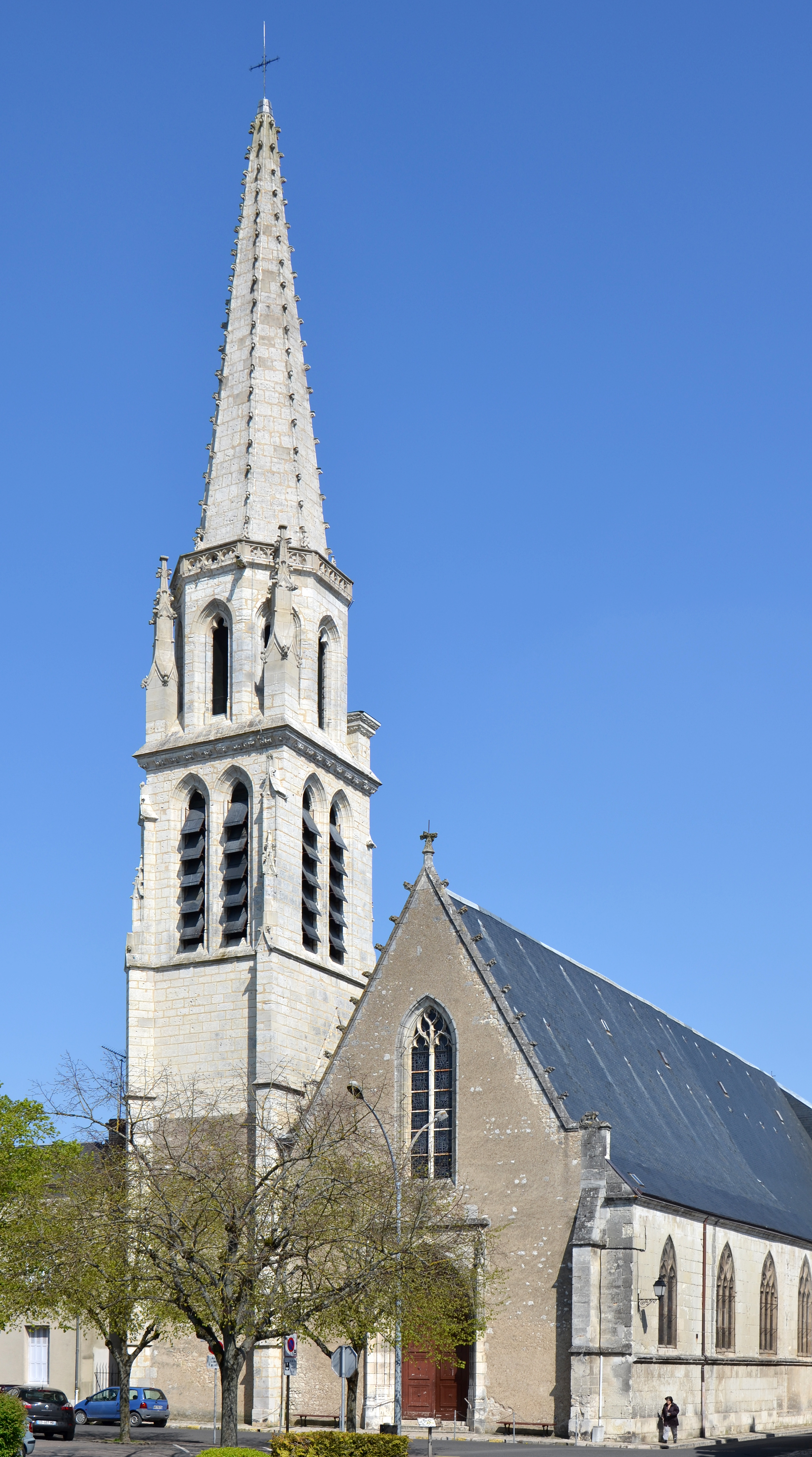
Kerk Sainte-Marie-Madeleine (15e eeuw)
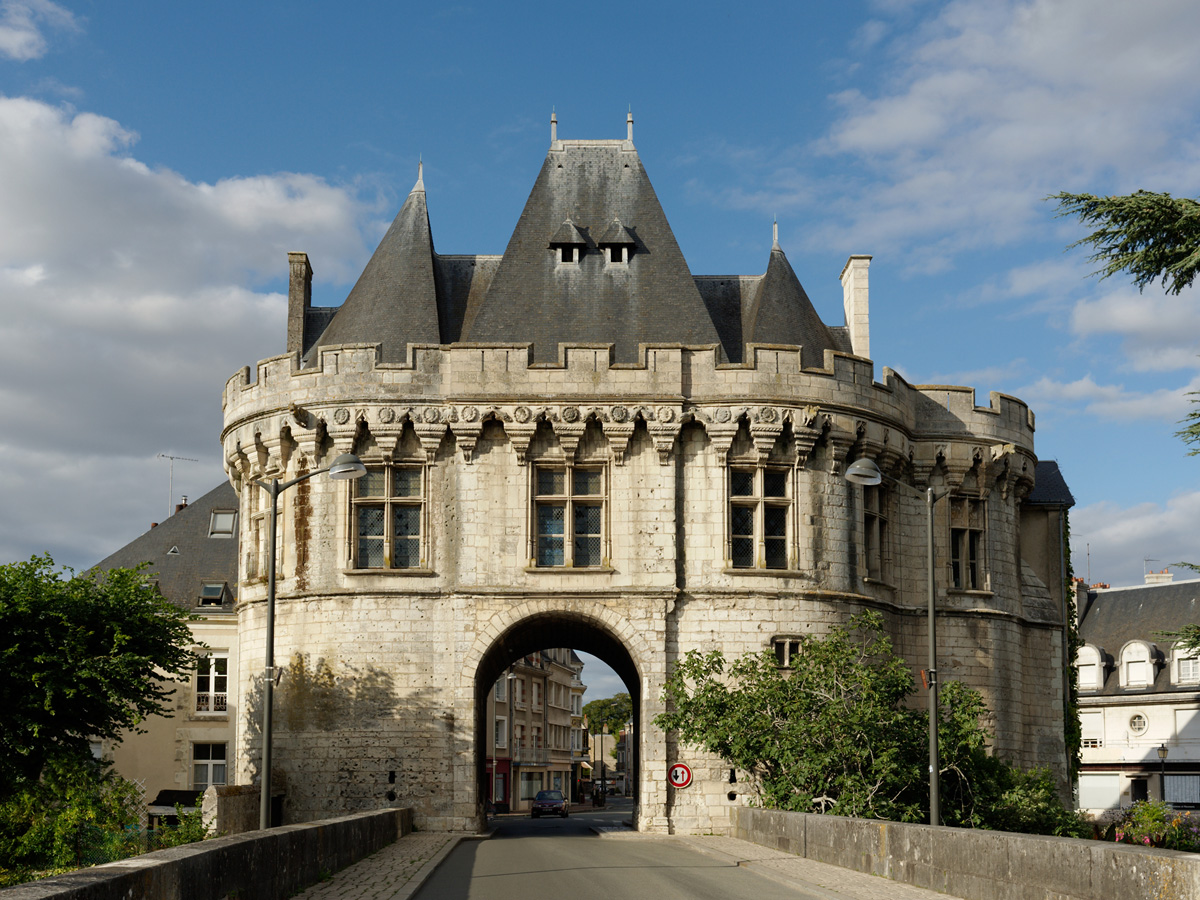
Porte Saint-Georges
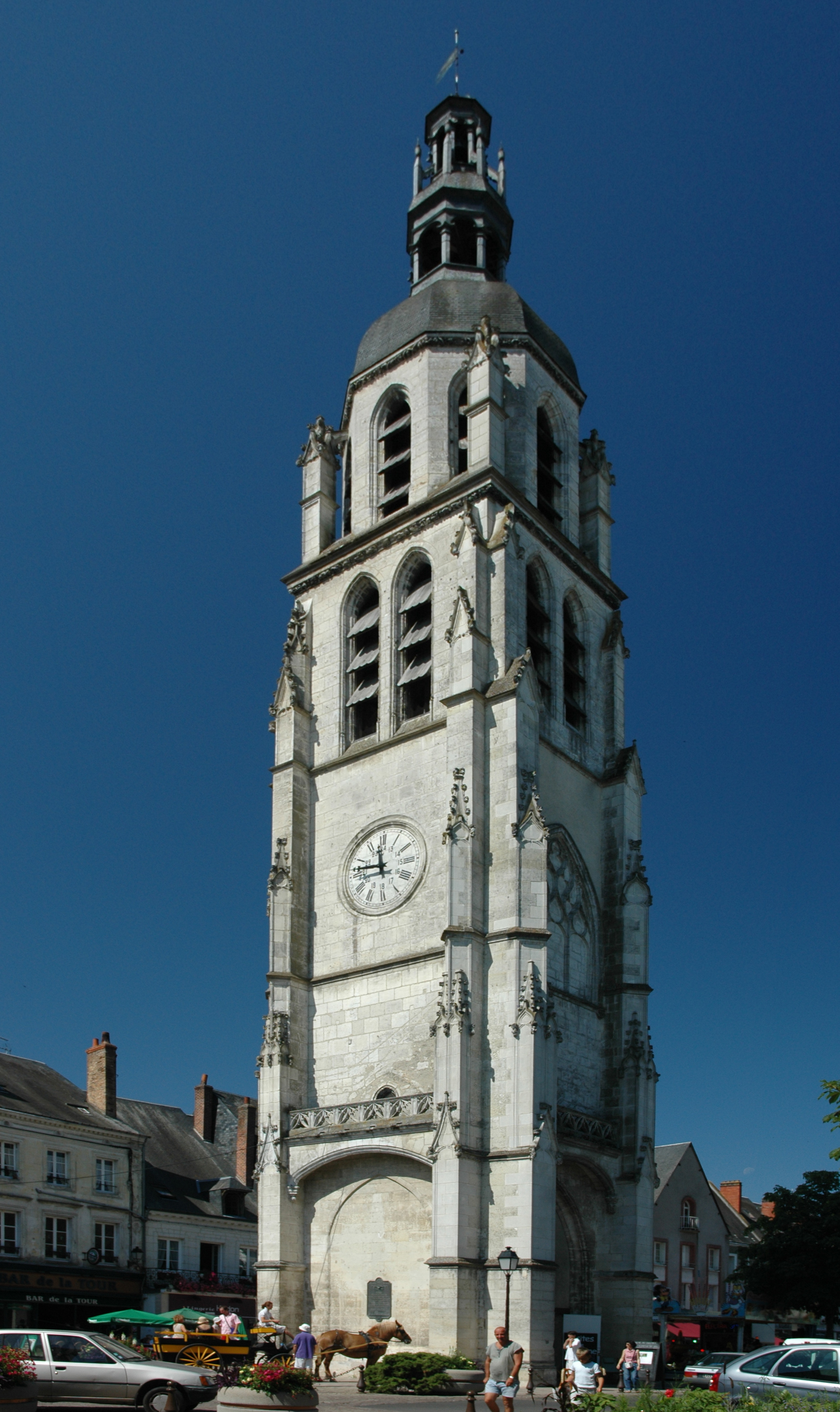
Voormalige klokkentoren van de afgebroken kerk Saint-Martin
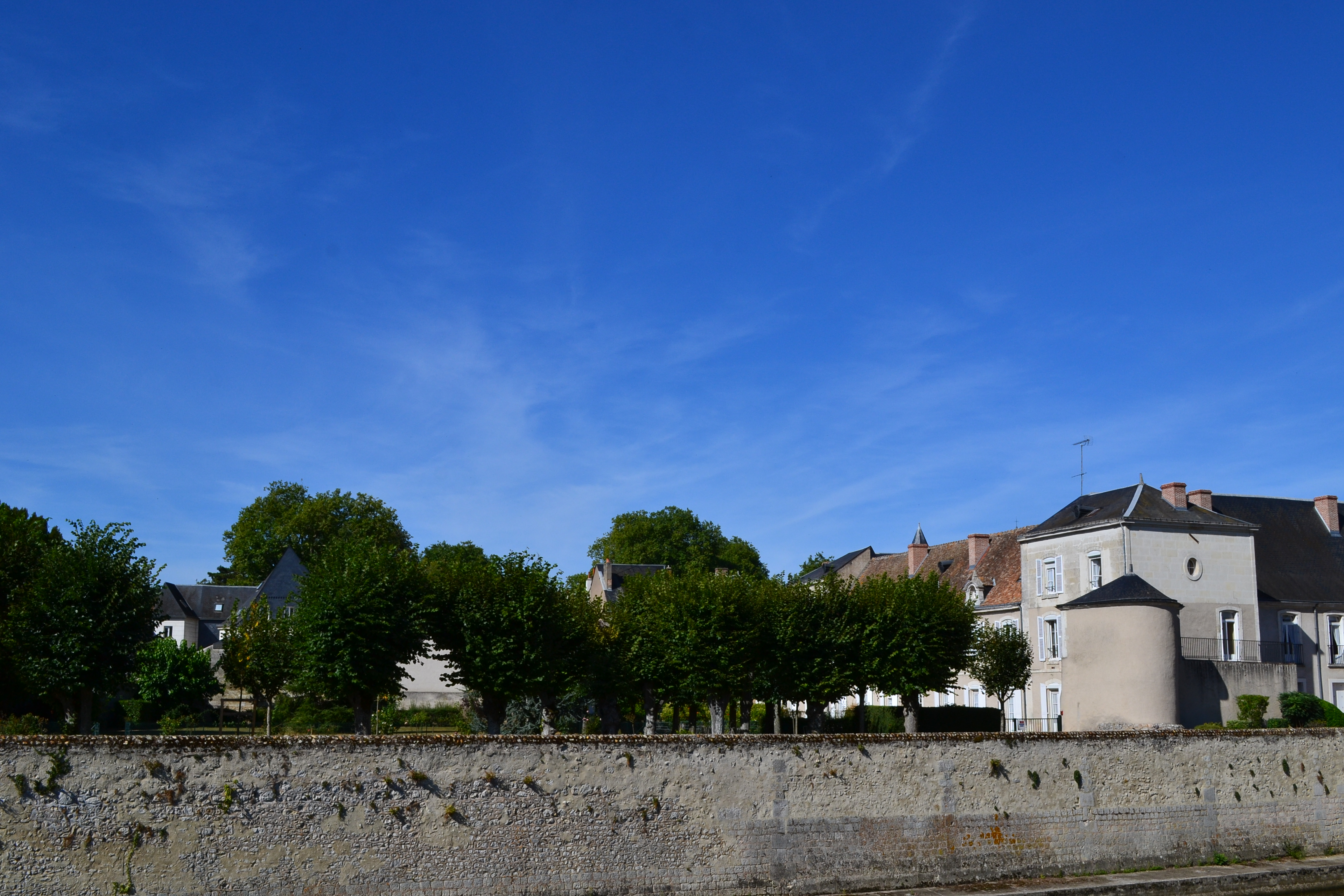
Klooster van de benedictinessen

## Geboren in Vendôme
- Jean-Baptiste Donatien de Vimeur (1725-1807), militair
- Alain Cavalier (1931), filmregisseur
- Mouctar Diakhaby (1996), voetballer